# Terenura maculata
Terenura maculata là một loài chim trong họ Thamnophilidae.